# Stonefish Rebecchi
Kevin "Stonefish" Rebecchi, es un personaje ficticio de la serie de televisión australiana Neighbours, interpretado por el actor Anthony Engelman del 31 de marzo de 1994 hasta 1996. Anthony regresó a la serie como invitado en 2003 y en el 2007 siendo su última aparición el 28 de agosto del mismo año. El 9 de septiembre de 2015 apareció nuevamente en la serie y se fue el 10 de septiembre de 2015.
A finales de abril del 2016 se anunció que Anthony regresaría a la serie el 4 de mayo del 2016.